# ケツァルテナンゴ
ケツァルテナンゴ(Quetzaltenango)はグアテマラ南部の内陸の都市。人口は約18万人（2018年）で、首都グアテマラシティに次ぐ規模の都市である。ケツァルテナンゴ県の県都。

## 概要
海抜2,333m の高地に位置しているため、グアテマラの主要都市の中で最も平均気温が低い。伝統的に農業が盛んで、小麦、トウモロコシ、野菜、果物が生産される。山の傾斜地には牧場が広がっている。人口の50%は先住民、49%はメスティーソ、その他が1%である。

## 歴史
スペインにより植民地化される以前には Xelajú （シェラフ）という名のマヤ人の都市であった。Xelajú はマヤ語で「十の山の傍」を意味する "Xe laju' noj" から来ている。スペインによる植民地化より300年ほど前に町が存在していたが、植民地化以後現在の名ケツァルテナンゴで呼ばれている。1520年代にコンキスタドールのペドロ・デ・アルバラドがマヤの支配者テクン・ウマンをこの土地で敗北させた。ペドロ・デ・アルバラドは、同盟者だった中央メキシコの部族の言語であるナワトル語の名、ケツァルテナンゴを、この町の名とした。これは一般には「ケツァールの場所」を意味すると考えられているが、異説もある。
1838年から1840年まではケツァルテナンゴは、中米連邦構成国（あるいは州）のひとつ、ロスアルトス(Los Altos)の首都であった。中米連邦の崩壊時に、ケツァルテナンゴは、ラファエル・カレラ率いるグアテマラ軍に征服され、グアテマラの一部となった。
19世紀にコーヒーが作物としてこの地方一帯に導入された。ケツァルテナンゴはコーヒーの栽培と集散地として繁栄し、市街にはベル・エポックのヨーロッパ風の建造物がいまもなお多く残る。
現在は有名なアンティグア（Antigua）に次いで語学学校の多い町として知られており、またアンティグアよりも物価が安いこともあって外国人が多い。また長期滞在している欧米人バックパッカーなどの姿もよく見かける。

## 姉妹都市
- トロムソ、ノルウェー
- カンペチェ、メキシコ
- サン・クリストバル・デ・ラス・カサス、メキシコ
- タパチュラ、メキシコ
- ベラクルス、メキシコ
- チアパ・デ・コルソ、メキシコ
- サンタ・マリア・ワウラ（英語版）、メキシコ
- サンタ・フェ、スペイン
- リバモア、アメリカ合衆国